# El Al

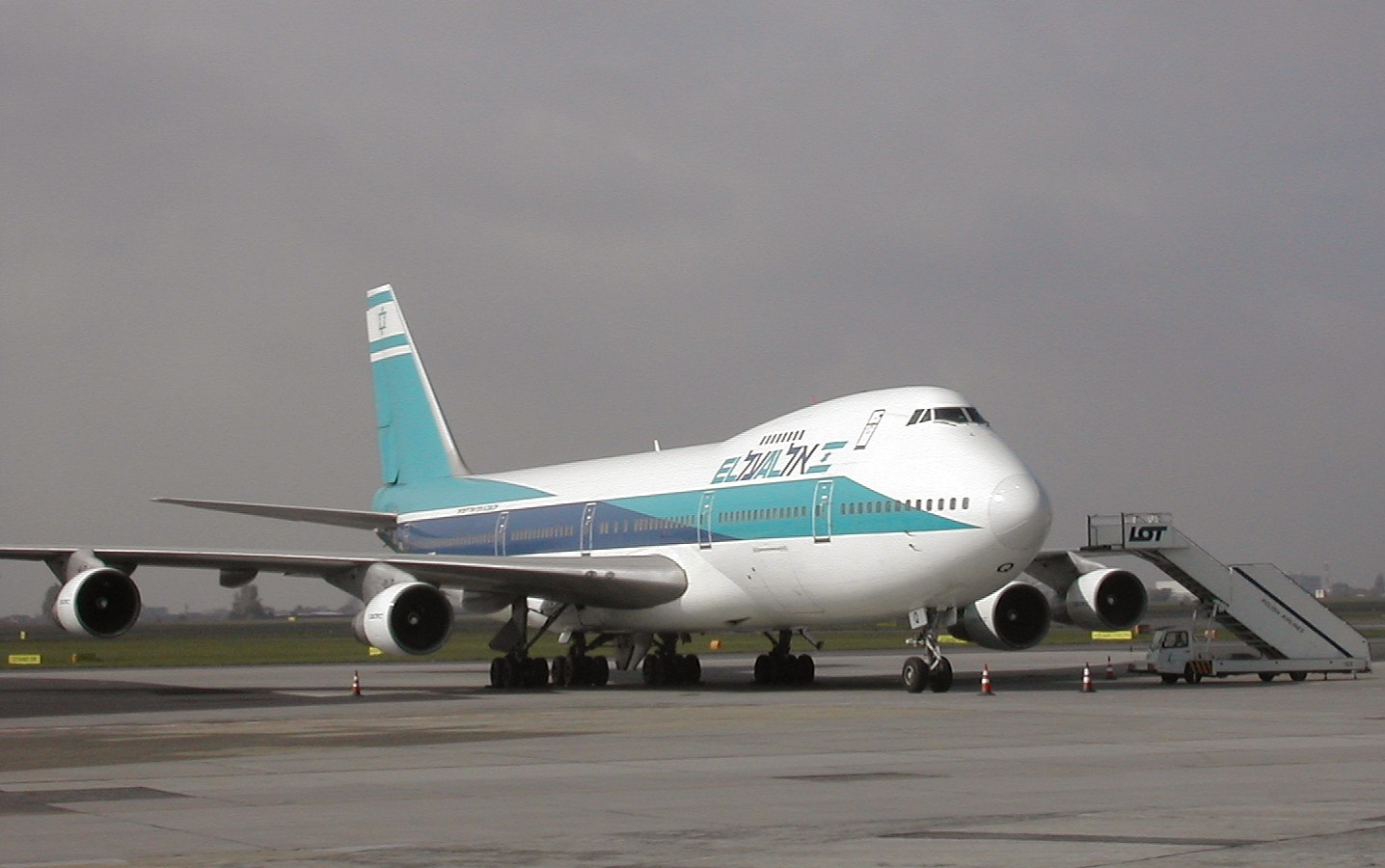
Boeing 747 w starych barwach El Al na lotnisku w Warszawie

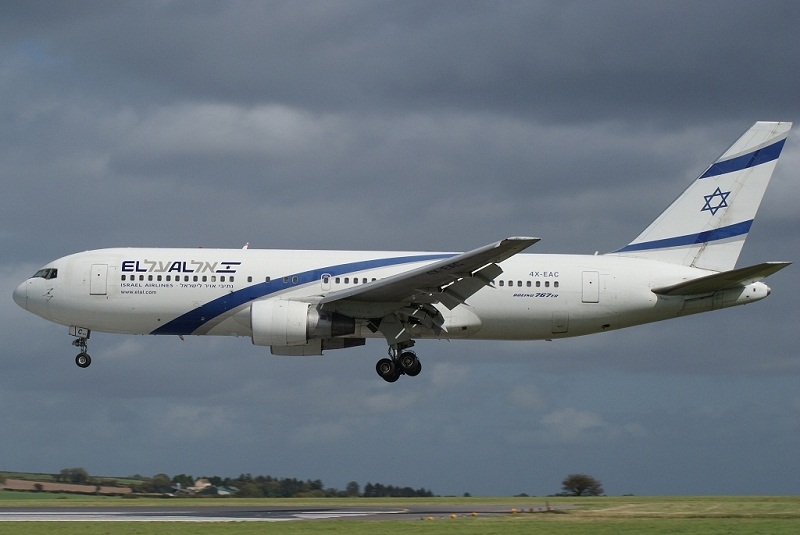
Boeing 767 w nowych barwach El Al lądujący na lotnisku w Corku

El Al Israel Airlines (hebr. אל על, pol. Do nieba lub Do góry, arab. إل عال; TASE: ELAL) – państwowe linie lotnicze Izraela (kod linii IATA: LY) obsługujące stałe połączenia pasażerskie i towarowe pomiędzy jej macierzystym portem lotniczym im. Ben Guriona a lotniskami w Afryce, Azji, Ameryce Północnej, Europie i na Bliskim Wschodzie. Obsługiwane są także linie krajowe do Ejlatu.
Od czasu inauguracyjnego lotu z Genewy do Tel Awiwu we wrześniu 1948 rozwinęły się na tyle, że obecnie obsługują czterdzieści pięć linii pasażerskich na cztery kontynenty. Jako państwowe linie lotnicze El Al odegrały ważną rolę w misjach humanitarnych, ratunkowych i operacjach ewakuowania Żydów z miejsc, gdzie ich życie było zagrożone np. z Etiopii, Jemenu czy innych rejonów świata. Linie lotnicze ustanowiły rekord świata w największej liczbie pasażerów przewiezionych jednym samolotem transportowym (podczas operacji „Salomon” w 1991).

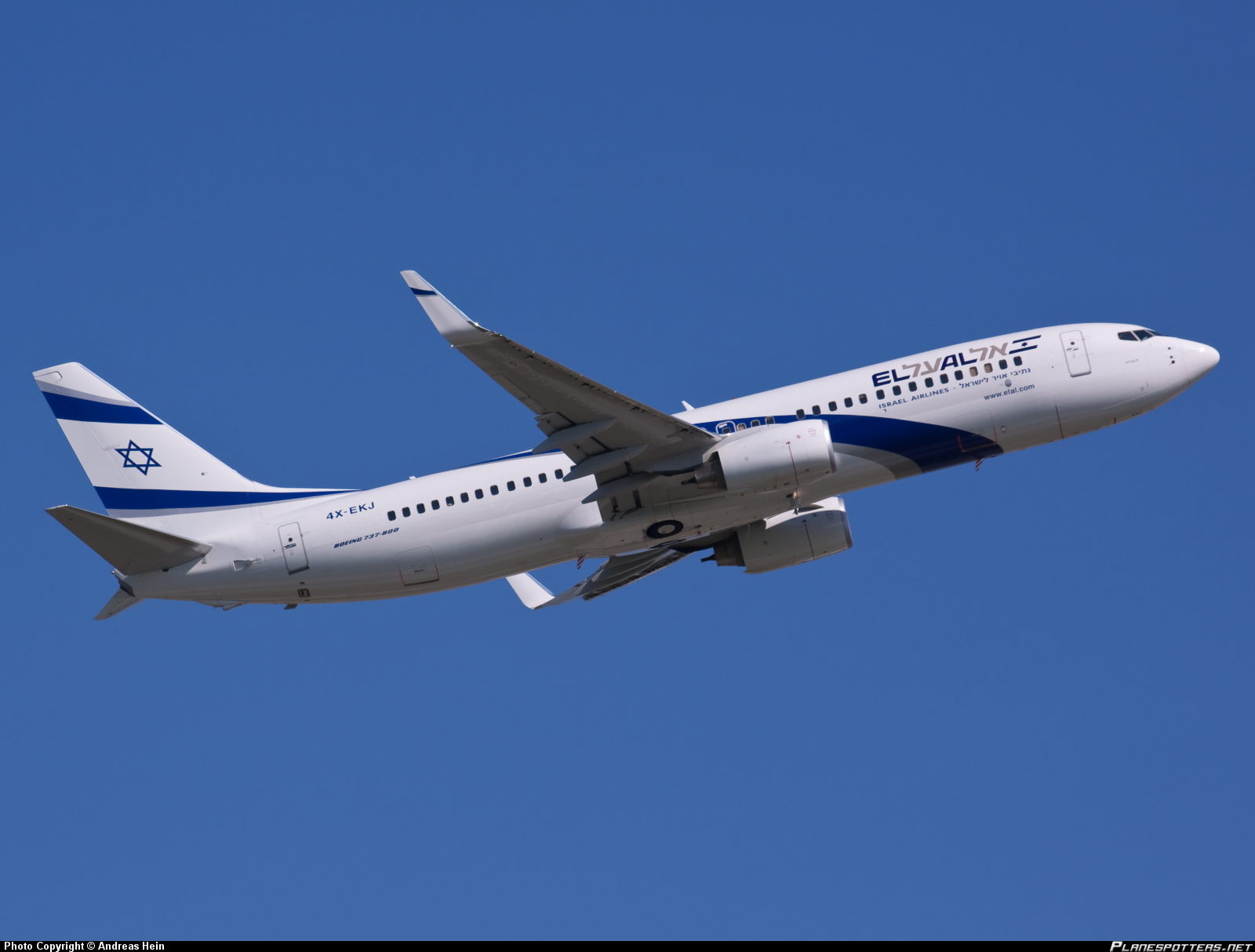
Boeing 737 w barwach El Al

El Al są często w rozmaitych publikacjach prasowych nazywane najbezpieczniejszymi liniami lotniczymi na świecie, dane statystyczne liczby wypadków i incydentów z udziałem samolotów tych linii przeczą jednak tej opinii. El Al mają jedyny w swoim rodzaju system zapewniania bezpieczeństwa przelotu niespotykany w innych liniach lotniczych. Obejmuje on m.in. szczegółowe kontrole bagażu, wypełnianie drobiazgowych kwestionariuszy oraz indywidualnie przeprowadzane rozmowy z każdym pasażerem. Zdaniem byłego dyrektora El Al, Davida Chermesza wynika to z faktu, że linie te są szczególnie narażone na ataki terrorystyczne.

## Historia

### Początki
We wrześniu 1948 pierwszy prezydent Izraela Chaim Weizman był obecny na międzynarodowej konferencji w Genewie. Planował wrócić samolotem rządowym, jednakże z powodu embarga nałożonego na Izrael było to niemożliwe. Przystosowano wówczas wojskowy samolot transportowy Douglas C-54 Skymaster do potrzeb cywilnych i na jego pokładzie Weizman z osobami towarzyszącymi wrócili do domu. Samolot miał logo Israel National Aviation Company i był wyposażony w dodatkowe zbiorniki paliwa, które umożliwiły przelot do Izraela bez międzylądowań. Lot odbył się w dniach 28–30 września, po czym samolot wrócił do Sił Powietrznych Izraela.

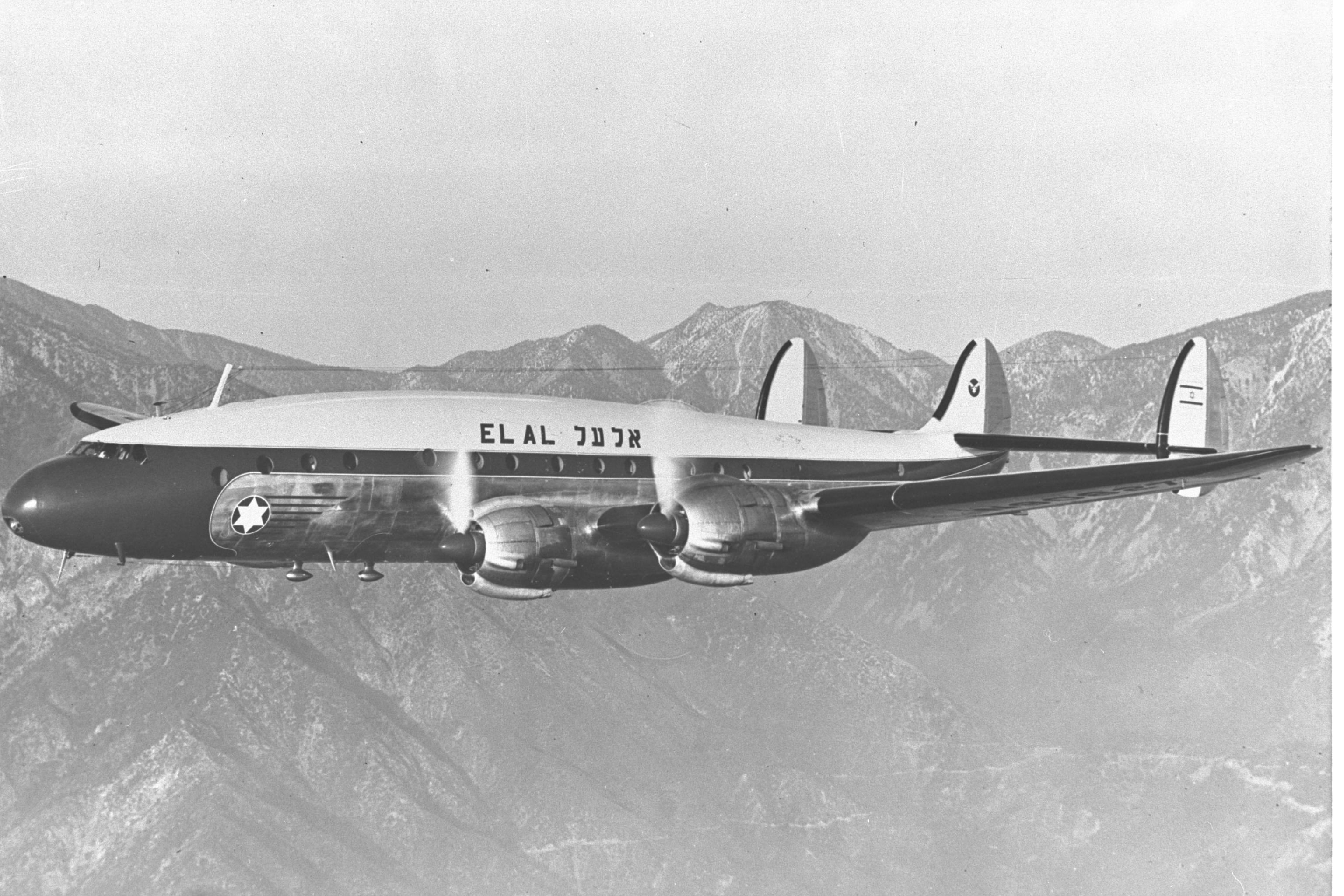
Lockheed Constellation w barwach El Al

Oficjalnie założenie państwowych linii lotniczych El Al nastąpiło 15 listopada 1948, pomimo że pierwsze samoloty zakupiono dopiero w lutym 1949 – były to dwa pasażerskie DC-4 należące wcześniej do American Airlines. Zakup został sfinansowany przez rząd Izraela, Agencję Żydowską i inne żydowskie organizacje. Pierwszy samolot wylądował na lotnisku Lod 3 kwietnia. Pierwszym dyrektorem przedsiębiorstwa został wybrany Aryeh Pincus, prawnik z RPA. Pierwszy międzynarodowy przelot miał miejsce 31 lipca 1949 na trasie z Tel Awiwu do Paryża, z międzylądowaniem w Rzymie. Do końca 1949 linia lotnicza przewiozła pasażerów do Londynu i Johannesburga. Stałe połączenie z Londynem ustanowiono w 1950. W tym samym roku El Al przejęły linie lotnicze Universal Airways, które należały do Syjonistów z RPA. Natomiast w 1949 utworzono linie lotnicze Arkia Israel Airlines, w których El Al miały 50% udziałów.
Usługi przewozów towarowych zainaugurowano w 1950 na niewykorzystywanych przez wojsko samolotach transportowych C-46 Commando. W tym samym roku przeprowadzono pierwsze loty rejsowe do Stanów Zjednoczonych. El Al od samego początku istnienia przestrzegały religijnych zasad judaizmu (Halacha), takich jak żywność koszerna i wstrzymywanie się od lotów podczas szabatu. Gdyby Dawid Ben Gurion nie spełnił tych warunków, partie religijne nie przystąpiłyby do jego rządu, pozostając w parlamentarnej opozycji.
Jako izraelskie państwowe linie lotnicze El Al wzięły udział w kilku tajnych operacjach. Między czerwcem 1949 a wrześniem 1950 ewakuowano podczas operacji „Zaczarowany dywan” 49 tysięcy Żydów z Jemenu i Adenu. Na przełomie 1951 i 1952 podczas operacji „Ezdrasz i Nehemiasz” ewakuowano drogą powietrzną 120 tysięcy Żydów z Iraku. W 1960 samolot El Al przewiózł z Argentyny do Izraela porwanego przez agentów Mosadu nazistowskiego zbrodniarza wojennego Adolfa Eichmanna.
W 1955, po kilku latach używania samolotów Lockheed Constellation, linie zakupiły dwie Britannie produkcji Bristol Aeroplane Company. El Al były drugą linią na świecie, po British Overseas Airways Corporation, które wprowadziły ten typ samolotu do eksploatacji.

### Ekspansja w latach 60.

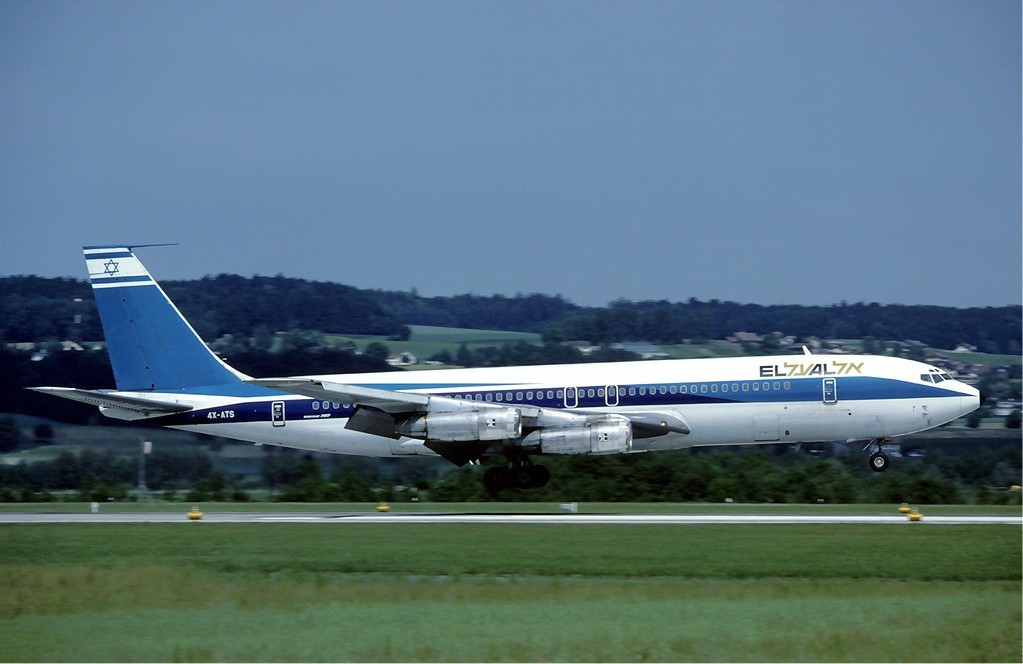
Boeing 707 w barwach El Al

Pod koniec lat 50. dyrektorem przedsiębiorstwa został Efraim Ben-Arzi, który kupił do El Alu pasażerskie odrzutowce De Havilland Comet, Boeing 707 i Douglas DC-8. Zakupy te były obliczone na rozwój połączeń transatlantyckich bez międzylądowań. Pierwszym rokiem, w którym El Al wypracowały zysk, był 1960. Tamtego roku ponad połowa osób przylatujących do Izraela skorzystała z samolotów El Al.
15 czerwca 1961 uruchomiono stałe połączenie z Nowym Jorkiem. Samolot Boeing 707 należący do linii El Al ustanowił wówczas rekord świata w najdłuższym locie handlowym non stop – na trasie z Tel Awiwu do Nowego Jorku przebył 10 668 km w czasie dziewięciu godzin i trzydziestu trzech minut. Od tego czasu El Al przewoziły 56 tysięcy pasażerów rocznie, konkurując z liniami Qantas i Loftleiðir. W 1961 linie El Al zajęły 35. miejsce na świecie w rankingu przebytych mil (14. miejsce w lotach pasażerskich). Sukces El Al trwał do późnych lat 60. W 1968 r. ustanowiono regularne połączenie pasażerskie do Bukaresztu i towarowe do Europy i Stanów Zjednoczonych. Utworzono także własną niezależną firmę gastronomiczną Teshet Tourism and Aviation Services Ltd. Wszystkie te przedsięwzięcia przyniosły w tamtym roku zysk w wysokości dwóch milionów dolarów.

### Lata 70. i 80.

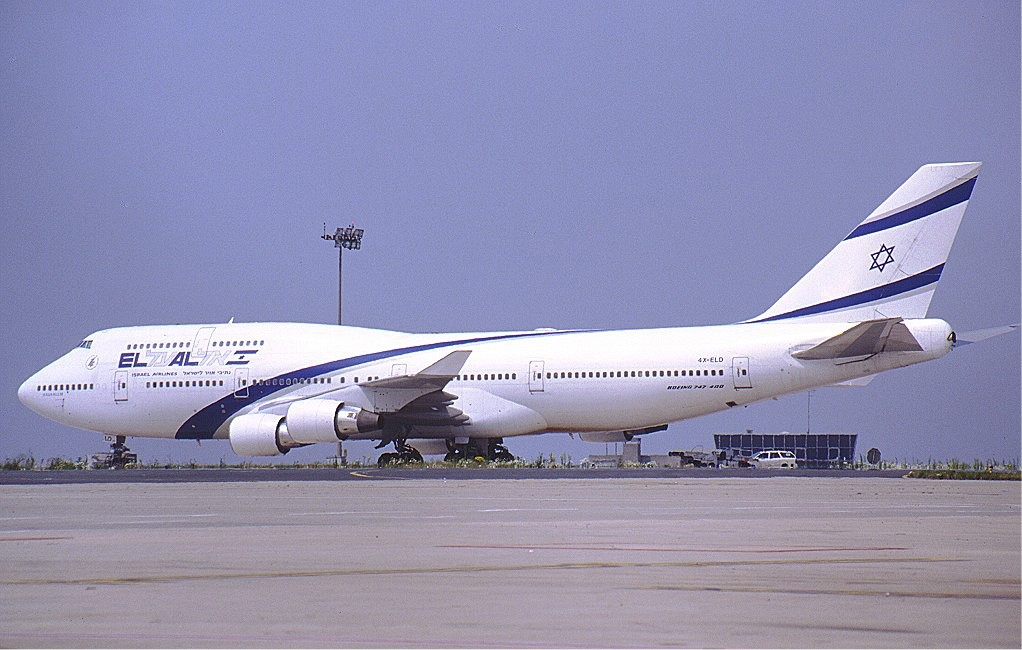
Boeing 747 El Al w nowych barwach

W 1971 El Al zakupiły swój pierwszy Boeing 747, nazywany potocznie Jumbo Jetem. Wiele osób obawiało się, że tak duży samolot pasażerski w izraelskich barwach okaże się kuszącym celem dla kolejnych ataków terrorystycznych. Z tego powodu rząd oraz linie El Al wprowadziły nowe procedury bezpieczeństwa, które zapobiegły takim aktom terroru w przyszłości. Natomiast nowe Boeingi 747 otworzyły regularną linię transatlantycką z Tel Awiwu do Nowego Jorku. Lot trwający bez przerwy przez trzynaście godzin został uznany najdłuższym handlowym lotem na świecie.
Na początku lat 70. kierownictwo El Al zaczęło planować loty z lotnisk położonych poza Izraelem, które rozpoczynały się podczas żydowskiego święta szabatu. Religijne partie w Izraelu uznały, że stanowi to naruszenie żydowskiego prawa religijnego i stanowczo się temu sprzeciwiły, zmuszając El Al do wycofania się z projektu. W 1981 r. premier Menachem Begin obiecał przestrzegać zawartych porozumień, co wywołało sprzeciw świeckiej części społeczeństwa, która rozpoczęła bojkot państwowych linii lotniczych. W sierpniu 1982 doszło do incydentu, podczas którego świeccy robotnicy El Al zaatakowali grupę religijnych Żydów wchodzących do terminalu lotniczego.
W 1975 linie El Al odnotowały po raz pierwszy od końca lat 50. stratę finansową, która w dużej mierze wynikała z globalnej recesji gospodarczej. Trzykrotnie nastąpiła zmiana kierownictwa, aż pod koniec lat 70. dyrektorem został Icchak Szander. W 1977 El Al utworzyły zależną od siebie linię przewozów towarowych El Al Charter Services Ltd., która później zmieniła nazwę na Sun d’Or International Airlines Ltd.

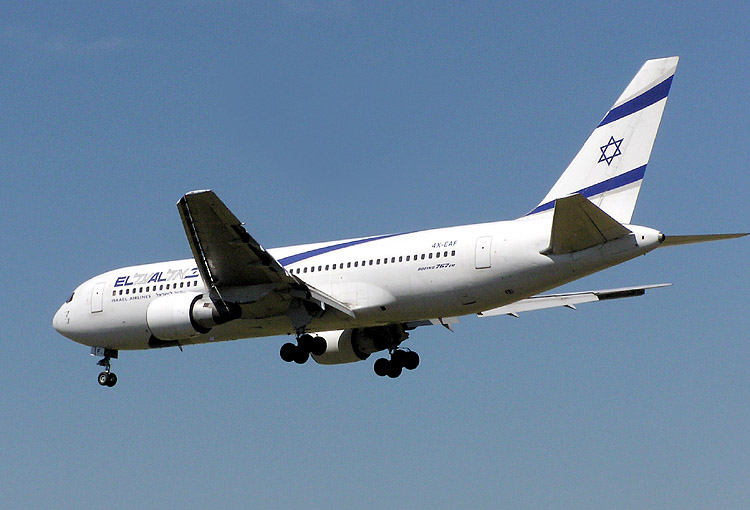
Boeing 767 w barwach El Al

Pod koniec 1982 w liniach lotniczych El Al doszło do licznych strajków i protestów pracowniczych, co doprowadziło do czasowego zawieszenia lotów. W kwietniu 1983 przedsiębiorstwo odnotowało z tego powodu stratę w wysokości 123,3 miliona dolarów. 8 kwietnia El Al sprzedały udziały w Arkia Israel Airlines. W styczniu 1983 rozpoczęto działalność przewozową pod zarządem komisarycznym. Rząd zakupił wówczas dwa nowe wąskokadłubowe samoloty pasażerskie Boeing 737 i ogłosił zamiar kupna czterech samolotów dalekiego zasięgu Boeing 767 za kwotę dwustu milionów dolarów. Po czterech latach El Al zaczęły ponownie przynosić zyski. W maju 1988 znowu odnotowano rekord – najdłuższy lot handlowy bez międzylądowania – z Los Angeles do Tel Awiwu (13 000 km w czasie trzynastu godzin i czterdziestu jeden minut). W 1989 zainaugurowano loty do Polski i Jugosławii.

### Lata 90.
Od stycznia 1990 El Al rozpoczęły współpracę z North American Airlines w transporcie pasażerów ze Stanów Zjednoczonych do Izraela. El Al weszło wówczas w posiadanie (do lipca 2003) 24,9% udziałów w tych liniach. W owym czasie El Al dysponowały flotą dwudziestu samolotów pasażerskich (w tym dziewięciu Boeingów 747) i rozpoczynały wymianę starych Boeingów 707 na wąskokadłubowe Boeingi 757.
24 maja 1991 samoloty pasażerskie El Al (Boeing 747) i transportowe Sił Powietrznych Izraela (C-130 Hercules) w ciągu 36 godzin ewakuowały 14 325 etiopskich Żydów z Addis Abeby (Etiopia) do Izraela. Podczas operacji o nazwie Salomon pobito kolejny rekord, przewożąc pasażerskim samolotem Boeing 747 1087 pasażerów (w rzeczywistości było 1122 pasażerów, ponieważ wiele dzieci, poukrywanych w fałdach ubrań matek, niezauważenie weszło na pokład). Dwoje dzieci urodziło się podczas lotu.
Po upadku ZSRR rozpoczęto rozmowy o ustanowieniu stałych połączeń lotniczych pomiędzy Izraelem a Rosją, porozumienie udało się jednak osiągnąć dopiero w 1991. Pierwsze loty czarterowe rozpoczęto w listopadzie 1991, jednak bardzo szybko okazało się, że ograniczona liczba samolotów El Al nie będzie w stanie przewieźć olbrzymiej liczby imigrantów pragnących osiedlić się w Izraelu. Z tego powodu zawarto stosowne umowy handlowe i porozumienia z Aerofłotem i w ciągu trzech lat przewieziono do Izraela ponad 400 tysięcy imigrantów.
W 1995 El Al poinformowały o planie uzyskania w roku budżetowym 1995 piętnastu milionów dolarów zysku netto przy przychodach rocznych 1,2 miliarda (wzrost o 17,5% w porównaniu z 1994). Dzięki tym danym w lutym 1995 zniesiono w przedsiębiorstwie zarząd komisaryczny, który prowadził spółkę przez ostatnie dwanaście lat. W tym samym roku zainaugurowano loty na Daleki Wschód i podpisano porozumienie o współpracy z American Airlines. W czerwcu 1996 odbył się pierwszy lot do Ammanu w Jordanii.
Pomimo wcześniejszych planów rok 1996 zamknięto ze stratą 83,1 miliona, głównie z powodu strachu przed zamachami terrorystycznymi. Aby utrzymać loty, El Al przedstawiły pasażerom nietypową ofertę. Zaproponowano między innymi loty w rejonie Morza Śródziemnego z różnorodnymi rozrywkami na pokładzie samolotów. Proponowano także jednodniowe wyloty na zakupy do Londynu lub odwiedziny do miejsc kultu religijnego we Wschodniej Europie.
W 1997 utworzono oddzielne przedsiębiorstwo przewozów towarowych El Al Cargo.

### Od 2000

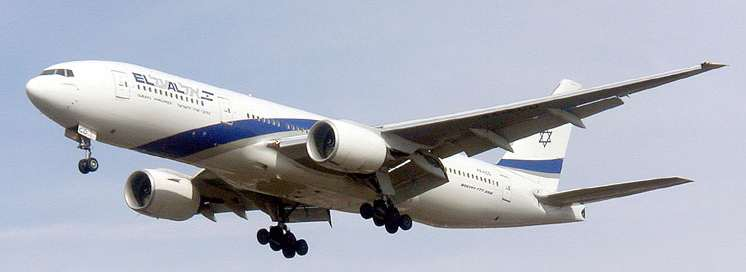
Boeing 777 El Al w nowych barwach

W marcu 2000 El Al włączyły do swojej floty pierwszy szerokokadłubowy samolot pasażerski Boeing 777. W tym samym roku ponownie pojawiły się problemy dotyczące lotów podczas szabatu. Kierownictwo El Al poinformowało, że traci rocznie 55 milionów dolarów z powodu nielatania w sobotę. Wywołało to falę krytyki i publiczną dyskusję w Izraelu. W czerwcu 2003 rozpoczął się pierwszy etap częściowej prywatyzacji przedsiębiorstwa. 15% akcji linii lotniczej weszło na Giełdę Papierów Wartościowych w Tel Awiwie.
W 2003 przedsiębiorstwo przewiozło 2,8 miliona pasażerów, w 2004 – 3,2 miliona, a w 2005 – 3,5 miliona. Prawie 60% pasażerów było Izraelczykami. Począwszy od 6 czerwca 2004 rząd kontynuując proces prywatyzacji El Al utworzył przedsiębiorstwo w którym połowa udziałów znajdowała się w rękach państwa. Stroną zainteresowaną przejęciem przedsiębiorstwa była spółka K’nafaim Holdings Ltd. (K’nafaim).
W styczniu 2005 prezesem Komisji El Al Israel Airlines został Izzy Borovich, będący wcześniej członkiem kadry kierowniczej K’nafaim. Nowym CEO został Haim Romano. 6 stycznia 2006 na prośbę spółki K’nafaim odbyło się walne zgromadzenie akcjonariuszy El Al, na którym podjęto decyzję zwolnienia większości kierowników zarządu. W rezultacie pełną kontrolę nad El Al przejęła spółka K’nafaim.
W 2006 El Al odnotowały stratę 44,6 miliona dolarów przy przychodach 1,665 miliarda. Przedsiębiorstwo wydaje rocznie sto milionów dolarów na zapewnienie bezpieczeństwa pasażerom. Począwszy od 31 grudnia 2006 państwo posiadało 20,97% akcji i praw do głosu w spółce, natomiast od 31 grudnia 2007 było to już zaledwie 1,1%. Spółka K’nafaim posiadała wówczas 39,33% akcji przedsiębiorstwa.

### Wypadki i incydenty
- 13 stycznia 1949 Douglas DC-4 został uszkodzony podczas lądowania na pasie startowym w Kolunda[23].
- 5 lutego 1950 Douglas DC-4 został uszkodzony po zjechaniu z pasa startowego na lotnisku Lydda przy Tel Awiwie. Nie było rannych[24].
- 24 listopada 1951 Douglas DC-4 rozbił się podczas podejścia do lądowania na lotnisku w Zürychu. Samolot przewoził towary. Zginęło sześciu członków załogi[25].
- 27 lipca 1955 Lockheed Constellation (Katastrofa lotu El Al 402) został zestrzelony w pobliżu Sofii w Bułgarii. Do zdarzenia doszło po zboczeniu samolotu z kursu podczas złej pogody. Zginęli wszyscy na pokładzie[26].

W 1968 El Al doświadczyły pierwszego z wielu aktów terroru przeciwko izraelskim celom. 23 lipca doszło do pierwszego w historii porwania izraelskiego samolotu. Trzech arabskich terrorystów z Ludowego Frontu Wyzwolenia Palestyny (LFWP) uprowadziło pasażerskiego Boeinga 707 linii El Al (lot 426) lecącego z Rzymu do Tel Awiwu (na pokładzie dziesięciu członków załogi i trzydziestu ośmiu pasażerów – w tym dwudziestu jeden Izraelczyków). Samolot został uprowadzony do Algieru, gdzie po czterdziestu dniach negocjacji uwolniono zakładników. Do porwania doszło, ponieważ terroryści spodziewali się, że samolotem będzie leciał ambasador Izraela w Stanach Zjednoczonych Icchak Rabin.
- 26 grudnia 1968 arabscy terroryści z LFWP otworzyli ogień do pasażerów samolotu El Al na lotnisku w Atenach. Samolot miał lecieć do Nowego Jorku. W zamachu zginął izraelski mechanik, a dwie osoby zostały ranne[28]. W odwecie komandosi Sił Obronnych Izraela przeprowadzili 29 grudnia nocny atak na port lotniczy Bejrut, niszcząc czternaście arabskich samolotów pasażerskich[29].
- 18 lutego 1969 terroryści z LFWP zaatakowali samolot Boeing 707 linii El Al na lotnisku w Zurychu. Jednak tym razem pasażerowie i pilot udaremnili próbę porwania samolotu. W strzelaninie zginął jeden z porywaczy oraz pilot samolotu, a trzech pasażerów zostało rannych[30].

Pomiędzy wrześniem 1969 a wrześniem 1970 przetoczyła się fala przemocy wymierzona w samoloty i obiekty linii lotniczych El Al. 8 września 1969 arabscy terroryści obrzucili granatami w odstępie kilku minut izraelskie ambasady w Hadze i Bonn oraz biuro El Al w Brukseli. Rannych zostało trzech pracowników El Al oraz jeden klient. Następnie 10 lutego 1970 terroryści z LFWP zaatakowali autobus przewożący pasażerów do samolotu El Al na lotnisku w Monachium. W ataku zginął jeden Izraelczyk, a jedenaście osób zostało rannych. Ta eskalacja przemocy zakończyła się jednoczesnym porwaniem trzech samolotów, które zostały 6 i 9 września uprowadzone na lotnisko Zerqa w Jordanii. Wśród porwanych samolotów miał znaleźć się także izraelski Boeing 707 El Al lecący z Amsterdamu do Nowego Jorku ze 148 pasażerami na pokładzie. Został zaatakowany przez dwóch terrorystów, jednak izraelscy ochroniarze oraz pasażerowie obezwładnili porywaczy i samolot awaryjnie lądował w Londynie.
W połowie lat 70. doszło także do kilku nowych aktów terroru. 25 stycznia 1976 trzej palestyńscy terroryści z LFWP usiłowali wystrzelić rakietowy pocisk przeciwlotniczy Strzała-2 w kierunku samolotu El Al startującego z lotniska w Nairobi w Kenii. Terroryści zostali aresztowani przez ochronę lotniska. 11 sierpnia 1976 dwaj palestyńscy terroryści z LFWP rzucili granaty i otworzyli ogień z broni maszynowej do ludzi oczekujących na stanowisku odpraw linii El Al na lotnisku w Stambule. Zginęły cztery osoby, a dwadzieścia zostało rannych. Do kolejnego aktu terroru doszło 20 sierpnia 1978, kiedy dwaj palestyńscy terroryści z LFWP zaatakowali granatami i bronią maszynową autobus z pasażerami linii El Al podjeżdżający pod Hotel London Europa w Londynie. Zginęła stewardesa, a dziewięć osób zostało rannych. Izraelski ochroniarz zastrzelił jednego z napastników. Następnie 9 sierpnia 1981 palestyńscy terroryści z OWP zdetonowali bombę podłożoną w biurze El Al na lotnisku w Rzymie. Ranne zostały dwie osoby. 27 grudnia 1985 izraelscy ochroniarze udaremnili próbę porwania samolotu El Al na lotnisku w Wiedniu. W wymianie ognia zginęły jednak dwie osoby, a trzydzieści dziewięć zostało rannych. Terroryści planowali porwać samolot i wysadzić go nad Tel Awiwem. Charakterystycznym dla działania izraelskich służb ochrony było niedopuszczenie do wtargnięcia porywaczy na pokład samolotów. Dlatego terroryści musieli ograniczyć zamachy do atakowania biur El Al na lotniskach. 27 grudnia 1985 czterej palestyńscy terroryści z Organizacji Abu Nidala obrzuciło granatami ręcznymi i ostrzelało z broni maszynowej stanowisko odpraw El Al na lotnisku w Rzymie. Zginęło szesnaście osób, a dziewięćdziesiąt dziewięć zostało rannych.
- 18 kwietnia 1986 agenci ochrony zatrzymali kobietę nazwiskiem Anne Mary Murphy, która usiłowała na lotnisku Heathrow w Londynie wnieść półtora kilograma materiału wybuchowego do samolotu El Al. Kobieta została skazana na czterdzieści pięć lat więzienia. Śledztwo wykazało, że w próbę zamachu zaangażowane były syryjskie służby specjalne. Wielka Brytania zerwała wówczas stosunki dyplomatyczne z Syrią[32]. Jedynie 26 czerwca 1986 terrorystom udało się przemycić bombę w bagażu na pokład samolotu El Al; stało się to na lotnisku w Madrycie. Do wybuchu doszło jeszcze na ziemi, a rannych zostało dwanaście osób.
- 4 października 1992 Boeing 747 (Katastrofa lotu El Al 1862) spadł na dom mieszkalny w dzielnicy Bijlmermeer w Amsterdamie. Samolot przewoził towary. Zginęło trzech członków załogi, jeden pasażer oraz trzydziestu dziewięciu mieszkańców domu[33].
- 17 listopada 2002 izraelski Arab Tawfiq Fukra usiłował przy pomocy noża uprowadzić Boeinga 757 (lot 581) do Stambułu. Agenci ochrony obezwładnili porywacza[34].

## Bezpieczeństwo

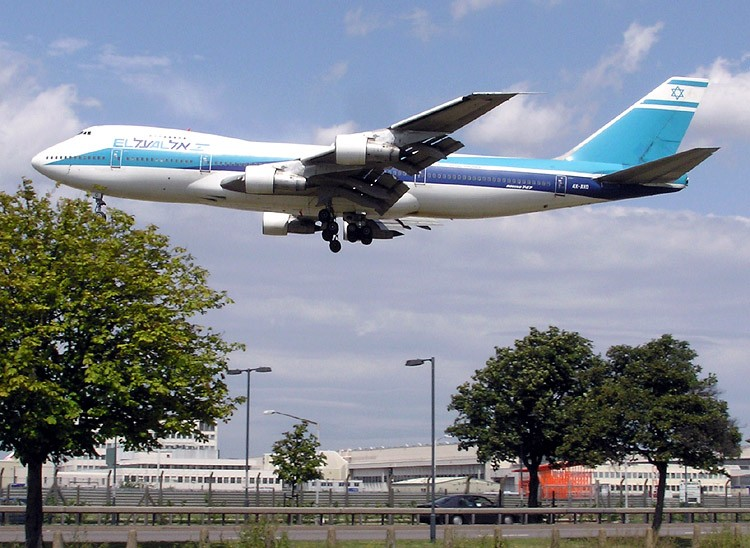
Boeing 747 w barwach El Al ląduje w Londynie

W El Al obowiązują rygorystyczne procedury związane z bezpieczeństwem zarówno na lotniskach, jak i na pokładach samolotów. Są nie tylko skuteczne, ale też czasami kontrowersyjne, jednak to dzięki nim El Al zasłużyły na reputację bezpiecznych linii lotniczych. W 2008 Magazyn Global Traveler nazwał El Al najbezpieczniejszymi liniami lotniczymi na świecie.

### Procedury na lotnisku
Na lotniskach pasażerowie linii El Al są proszeni o stawienie się na stanowisku odpraw na trzy godziny przed odlotem. Wszystkie terminale El Al na całym świecie mają systemy monitoringu. Wśród pasażerów znajdują się cywilni agenci oraz uzbrojeni funkcjonariusze ochrony, którzy obserwują podejrzane zachowania. Przy wejściu do terminalu znajdują się skanery wykrywające materiały wybuchowe u podróżnych i w ich bagażach. Procedury bezpieczeństwa El Al wymagają, by ze wszystkimi pasażerami przeprowadzono indywidualne wywiady przed wejściem na pokład samolotu (pyta się na przykład o pochodzenie, cel podróży, pracę zawodową, bagaże), co pozwala agentom ochrony zidentyfikować możliwe zagrożenia; uważa się, że prawdopodobieństwo zachowania spokoju przez terrorystów podczas takiego wywiadu jest niskie. Na stanowisku odprawy przeprowadza się kontrolę paszportów i biletów – bilety bez naklejki agentów ochrony nie są akceptowane. Przy kontroli paszportowej nazwiska pasażerów są sprawdzane w bazie danych amerykańskiej FBI, kanadyjskiej CSIS, brytyjskiego Scotland Yardu, izraelskiego Szin Betu i międzynarodowego Interpolu. Torby podróżne są otwierane i przeszukiwane. Dodatkowo bagaże przechodzą przez komorę dekompresyjną, symulującą warunki lotu, podczas których może dojść do detonacji materiałów wybuchowych. El Al są jedynymi liniami lotniczymi na świecie, które poddają cały bagaż podróżnych takiej kontroli. Również na lotniskach zagranicznych agenci ochrony El Al stosują standardowe procedury bezpieczeństwa swoich linii lotniczych.

### Procedury w samolocie
W samolotach El Al zawsze znajdują się tajni agenci uzbrojeni w broń palną. Większość pilotów El Al to byli piloci wojskowi, potrafiący posługiwać się bronią palną. Kokpity mają podwójne drzwi, które uniemożliwiają wejście osobom nieupoważnionym. Do otworzenia pierwszych drzwi jest potrzebny specjalny elektroniczny kod, drugie mogą być otworzone dopiero po zamknięciu pierwszych i identyfikacji osoby wchodzącej przez kapitana lub pierwszego oficera. Dodatkowo podłoga pokładu pasażerskiego jest wykonana z hartowanej stali, co chroni pasażerów przed wybuchem w luku bagażowym.
Od 2002 rozpoczęto wyposażanie wszystkich samolotów El Al w systemy antyrakietowe rozwijane przez izraelski przemysł zbrojeniowy. Żadne inne linie lotnicze na świecie nie stosują takich systemów obrony przeciwrakietowej w cywilnych samolotach pasażerskich.

### Kontrowersje
Krytycy oskarżają El Al o stosowanie w kontrolach pasażerów pochodzenia arabskiego dyskryminacji rasowej. Utrzymują, że takie procedury są irracjonalne, niesprawiedliwe i poniżające dla osób przechodzących odprawę. Obrońcy El Al odrzucają te zarzuty, utrzymując, że stosowane procedury są niezbędne dla zachowania bezpieczeństwa.

## Porty docelowe
Samoloty El Al docierają do miast położonych na czterech kontynentach. Mają połączenia z europejskimi liniami lotniczymi (obsługują wszystkie ważne miasta Europy) i amerykańskimi (obsługują całą Amerykę, Daleki Wschód i Azję Południowo-Wschodnią). Usługi El Al w Azji i Afryce są mocno utrudnione ze względu na odmowę uznania państwa Izrael przez państwa muzułmańskie, przede wszystkim przez Arabię Saudyjską. Z tego powodu państwa te nie zezwalają izraelskim samolotom lądować na swoich lotniskach. Jedną z konsekwencji tych utrudnień jest konieczność zmieniania tras lotu samolotów i w rezultacie wydłużenie czasu lotu i wzrost ponoszonych kosztów. W ostatnich latach nastąpiła niewielka poprawa związana z podpisaniem dwustronnych porozumień z Cyprem, Egiptem i Jordanią. Pod koniec 2007 El Al poinformowały o planach otworzenia linii lotniczej do Tokio, Szanghaju i Ameryki Południowej.

## Flota
Według stanu na czerwiec 2025 flota El Al Israel Airlines składała się z 51 samolotów o średnim wieku 14,4 lat:
| Samolot        | Samolot | Samolot   | Liczba miejsc | Liczba miejsc | Liczba miejsc | Liczba miejsc | Uwagi |
| Model          | Aktywne | Zamówione | B             | P             | E             | Łącznie       | Uwagi |
| -------------- | ------- | --------- | ------------- | ------------- | ------------- | ------------- | ----- |
| Boeing 737-800 | 21      | –         | 16            | –             | 150           | 166           |       |
| Boeing 737-800 | 21      | –         | –             | –             | 186           | 186           |       |
| Boeing 737-800 | 21      | –         | –             | –             | 189           | 189           |       |
| Boeing 737-900 | 8       | –         | 16            | –             | 156           | 172           |       |
| Boeing 777-200 | 5       | –         | 28            | 32            | 253           | 313           |       |
| Boeing 787-8   | 4       | –         | 20            | 35            | 180           | 235           |       |
| Boeing 787-9   | 13      | –         | 32            | 35            | 204           | 271           |       |
| Łącznie        | 51      | 0         |               |               |               |               |       |

## Matmid
W 2004 wprowadzony został system lojalnościowy Matmid w sprzedaży biletów dla stałych klientów El Al. System ma cztery poziomy: Matmid, Matmid Silver, Matmid Gold i Matmid Platinum. Zgromadzone punkty upoważniają członków systemu do zakupu biletów po niższych cenach, rabatów przy wynajmie samochodów, płaceniu za noclegi w hotelach oraz inne produkty i usługi. Punkty są również przyznawane za podróż partnerskimi liniami lotniczymi, noclegi w partnerskich sieciach hoteli i zakupy kartami kredytowymi.
Punkty Matmid można zbierać, korzystając z większości lotów obsługiwanych przez: American Airlines, American Eagle Airlines, South African Airways, Sun d’Or International Airlines i Qantas. Dodatkowo uznawane są loty Aeroméxico na liniach do Madrytu, Miami, Nowego Jorku, Paryża i Meksyku.

## Współpraca
W grudniu 2007 El Al podjęły współpracę z American Airlines. Od tej pory linie lotnicze prowadzą „wspólne usługi”, sprzedając jeden bilet na przelot trasą, którą obsługują obie linie lotnicze. Obecnie podobne porozumienia są zawarte z liniami:
| - Aerosvit Airlines (Ukraina) - American Airlines (USA) - Austrian Airlines (Austria) - Brussels Airlines (Belgia) - Bulgaria Air (Bułgaria) - Cyprus Airways (Cypr) - Iberia Airlines (Hiszpania) | - Polskie Linie Lotnicze LOT (Polska) - Qantas (Australia) - South African Airways (RPA) - Swiss International Air Lines (Szwajcaria) - Tandem Aero (Mołdawia) - Thai Airways International (Tajlandia) |

Dodatkowo El Al współpracuje z następującymi przedsiębiorstwami i spółkami:
- Tamam Aircraft Food Industries Ltd. (Tamam) – przygotowuje posiłki podawane w samolotach El Al. Siedziba spółki Tamam znajduje się na międzynarodowym lotnisku im. Ben Guriona w Tel Awiwie.
- Borenstein Caterers Inc. (Borenstein) – przygotowuje posiłki podawane w samolotach El Al. Spółka jest zarejestrowana w Stanach Zjednoczonych i ma swoją siedzibę przy międzynarodowym lotnisku w Nowym Jorku.
- Superstar Holidays Ltd. (Superstar) – organizuje szeroki wachlarz usług turystycznych dla wycieczek zorganizowanych oraz dla osób indywidualnych. Spółka jest zarejestrowana w Wielkiej Brytanii.
- Sun d’Or International Airlines (Sun D’Or) – prywatna spółka oferująca usługi czarterowe we współpracy z El Al.
- Tour Air (Israel) Ltd. (Air Tour) – spółka oferuje usługi agentów turystycznych w Izraelu dla odbiorców grupowych i indywidualnych w połączeniu z usługami El Al.
- Air Consolidators Israel Ltd. (ACI) – usługi logistyczne przy obsłudze transportu towarowego na międzynarodowym lotnisku im. Ben Guriona w Tel Awiwie.
- Sabre Israel Travel Technologies Ltd. (Sabre Israel) – spółka oferuje usługi agentów turystycznych na całym świecie dla odbiorców grupowych i indywidualnych w połączeniu z usługami El Al.

## Bilans działalności
W marcu 2008 firma konsultingowa Brightman Almagor & Co przeprowadziła audyt El Al przedstawiając bilans działalności finansowej za 2007 w porównaniu z wcześniejszym 2006:
| Pozycja bilansu             | Szczegóły                                                          | Wynik 31.12.2006 (w tys. USD) | Wynik 31.12.2007 (w tys. USD) |
| --------------------------- | ------------------------------------------------------------------ | ----------------------------- | ----------------------------- |
| Aktywa obrotowe             | Gotówka i odpowiedniki gotówkowe                                   | 139 408                       | 80 727                        |
| Aktywa obrotowe             | Inwestycje średnio-terminowe                                       | 4000                          | 179 435                       |
| Aktywa obrotowe             | Należności handlowe                                                | 129 000                       | 140 276                       |
| Aktywa obrotowe             | Wierzytelności                                                     | 49 394                        | 53 415                        |
| Aktywa obrotowe             | Odroczone podatki dochodowe                                        | 30 171                        | 19 169                        |
| Aktywa obrotowe             | Inwentarz                                                          | 16 464                        | 15 379                        |
| Aktywa obrotowe             | Razem:                                                             | 368 437                       | 488 401                       |
| Inwestycje                  | Długoterminowe lokaty bankowe i inwestycje w inne przedsiębiorstwa | 3665                          | 3922                          |
| Inwestycje                  | Inwestycje                                                         | 11 275                        | 11 444                        |
| Inwestycje                  | Razem:                                                             | 14 940                        | 15 366                        |
| Środki trwałe               |                                                                    | 1 174 355                     | 1 284 371                     |
| Inne środki                 |                                                                    | 3455                          | 3719                          |
| Zobowiązania bieżące        | Pożyczki krótkoterminowe                                           | 105 100                       | 66 316                        |
| Zobowiązania bieżące        | Płatności handlowe                                                 | 145 441                       | 167 478                       |
| Zobowiązania bieżące        | Płatności i inne zobowiązania bieżące                              | 328 982                       | 404 508                       |
| Zobowiązania bieżące        | Dywidenda zaproponowana za zapłatę                                 | –                             | 3009                          |
| Zobowiązania bieżące        | Razem:                                                             | 579 523                       | 641 311                       |
| Zobowiązania długoterminowe | Pożyczki długoterminowe                                            | 566 104                       | 713 793                       |
| Zobowiązania długoterminowe | Zgromadzone odprawy                                                | 126 412                       | 71 198                        |
| Zobowiązania długoterminowe | Odroczone podatki dochodowe                                        | 74 506                        | 72 796                        |
| Zobowiązania długoterminowe | Inne długoterminowe zobowiązania                                   | 542                           | 255                           |
| Zobowiązania długoterminowe | Razem:                                                             | 767 564                       | 858 042                       |
| Udziałowcy w spółce         | Kapitał akcyjny                                                    | 131 536                       | 155 012                       |
| Udziałowcy w spółce         | Dywidenda                                                          | 904                           | 9248                          |
| Udziałowcy w spółce         | Rezerwa kapitałowa                                                 | 221 080                       | 248 251                       |
| Udziałowcy w spółce         | Akumulacja strat                                                   | 214 100                       | 292 504                       |
| Udziałowcy w spółce         | Razem:                                                             | 1 561 187                     | 1 791 857                     |

Firma konsultingowa Brightman Almagor & Co przedstawiła bilans działalności operacyjnej El Al za 2007 w porównaniu z wcześniejszym 2006 rokiem:
| Pozycja bilansu                    | Wynik 31.12.2006 (w tys. USD) | Wynik 31.12.2007 (w tys. USD) |
| ---------------------------------- | ----------------------------- | ----------------------------- |
| Przychody operacyjne               | 1 654 373                     | 1 917 885                     |
| Koszty operacyjne                  | 1 389 001                     | 1 529 961                     |
| Bilans                             | 265 372                       | 387 924                       |
| Koszty sprzedaży                   | 187 371                       | 230 262                       |
| Koszty administracyjne             | 86 335                        | 85 313                        |
| Bilans                             | 273 706                       | 315 575                       |
| Zysk operacyjny (strata) netto     | (38 066)                      | 38 506                        |
| Inne przychody (koszty)            | 2746                          | 2418                          |
| Zysk przed opodatkowaniem (strata) | (40 812)                      | 40 924                        |
| Podatki dochodowe (odroczone)      | 6531                          | 9292                          |
| Zysk po opodatkowaniu (strata)     | (34 281)                      | 31 632                        |
| Bilans netto                       | (33 912)                      | 31 735                        |

## El Al w Polsce
Biuro linii lotniczych El Al w Polsce znajduje się w Warszawie.
Adres: Aleje Jerozolimskie 65/79 Hotel Marriott piętro 16, pokój 1616